# Silene vlokii
Silene vlokii är en nejlikväxtart som beskrevs av D. Masson. Silene vlokii ingår i släktet glimmar, och familjen nejlikväxter. Inga underarter finns listade i Catalogue of Life.